# 新北市新店區新店國民小學
24°57′11″N 121°32′21″E / 24.95306°N 121.53917°E
新北市新店區新店國民小學是一所位於台灣新北市新店區的國民小學，簡稱新店國小，初名台北國語傳習所新店分教場，創立於明治31年（1898年）5月中，同年8月日本政府再行發布「台灣公立公學校規則」、「台灣公立公學校官制」與「公學校令」，遂於10月1日改稱為新店公學校。民國34年（1945年）二戰結束後改名為台北縣新店鎮新店國民學校，民國57年（1968年）政府實施九年國民教育後更名為台北縣新店鎮新店國民小學，民國60年（1971年）新店鎮改制縣轄市時又更名為台北縣新店市新店國民小學，民國99年（2010年）12月25日，臺北縣升格為直轄市新北市，校名更變為新北市新店區新店國民小學。
另外，因國小之所在，其舊校門前道路名為「國校路」，學校所在之里名為「國校里」。

## 校史

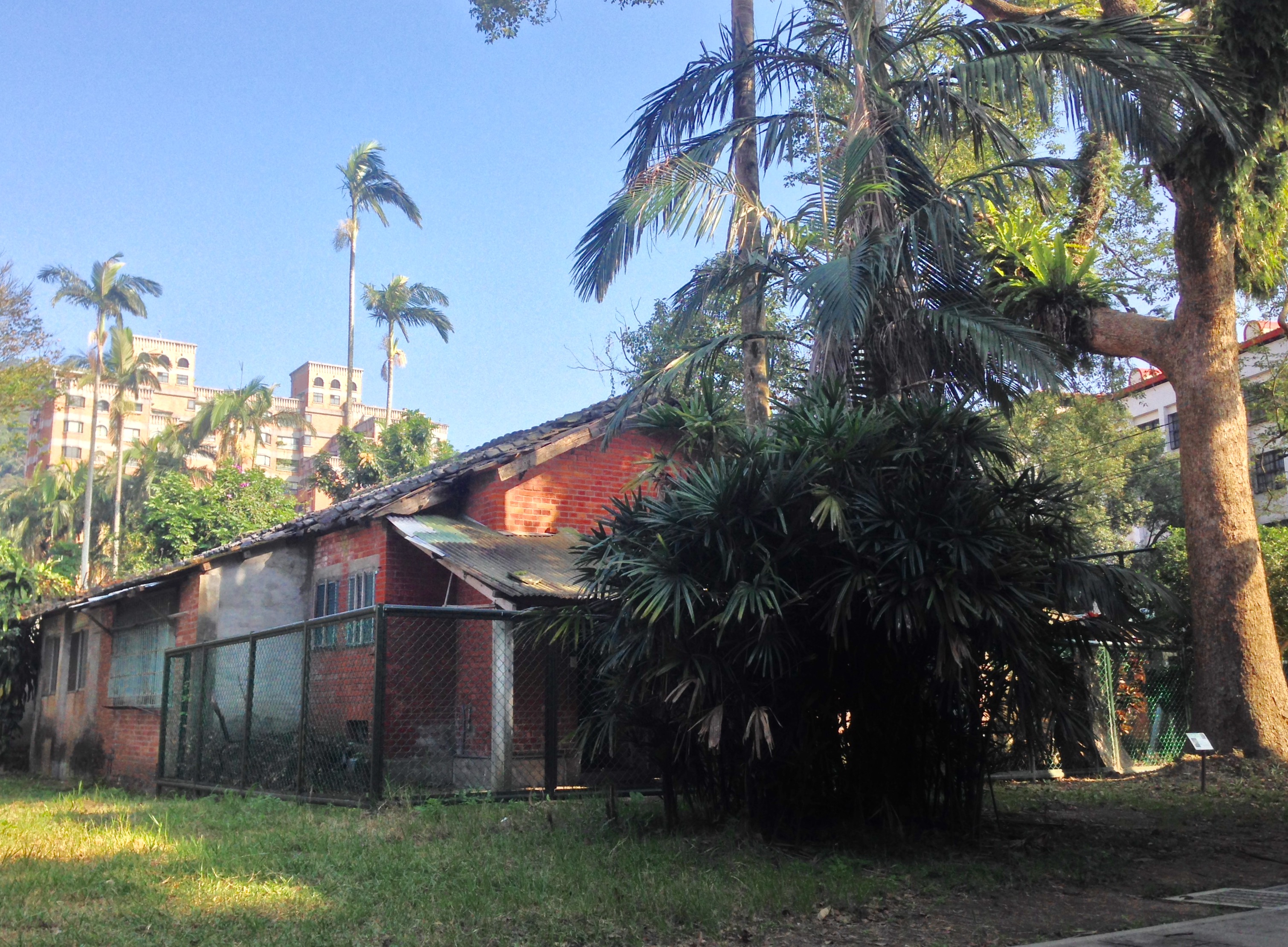
新北市文化資產新店國小宿舍

### 日治時期
在清治時期，新店地區的教育機構為書房、義塾，在新店有高獅、高元勳，在直潭有李賓川、在青潭有黃啟瑞、林秋南等人開設書房。在日治時期1898年5月，由區長許又銘、游世清等人申請設立「台北國語傳習所新店分教場」。全台灣的國語傳習所在同年9月底廢止，改為公學校，於是在1898年10月1日，「新店公學校」創立，當時的學校位置為新店街的民房。1903年4月1日，安坑公學校裁撤改為「新店公學校安坑分教場」；同年6月6日，新店地區鼠疫爆發，學校停課五個月。在1905年，當時學生數有58人，但平均每日出席未滿30人；同年8月25日，臺灣總督府總務局學務課長持地六三郎，前往勘查新店街後方丘陵約兩萬坪的校地預定地，此處可遠望碧潭，但已有多數的墳墓葬於此，故後由臺北廳公告遷葬。1906年4月，新店公學校新校舍的工程動工；同年12月26日落成。1907年11月5日，安坑分教場獨立為「安坑公學校」。
隨著居住在新店地區的日本人逐漸增加，於是在1908年4月8日，在新店公學校設置「臺北第二尋常小學校派遣教授所」，為新店地區校學校教育之始，當時有8名學童。另外，新店街在1911年8月31日發生了嚴重水災，導致市街嚴重受損，而民眾皆前往新店公學校避難，直到9月初改到耶穌教會堂收容。1912年4月，小學校派遣教授所改為「臺北第二尋常小學校新店分教場」1917年4月，新店分教場改為「新店尋常小學校」，並在後來遷到現今文山國中之位置。1922年4月，屈尺分離教室改為「新店公學校屈尺分教場」（今屈尺國小）。1924年8月5日，新店地區因連日豪雨造成嚴重災情，1,300多人來到新店公學校避難。1927年11月30日，在新店公學校校園內種植了350棵來自插天山的櫻花樹。1929年4月，設置高等科。1941年4月1日，改制為「新店南國民學校」。

### 戰後
- 民國三十四年中華民國接管臺灣後即正式定名為台北縣新店鎮新店國民學校。

- 民國三十六年設立雙坑分校，現為新北市新店區雙峰國民小學。

- 民國四十五年設立青潭分校，現為青潭國民小學。

- 民國四十八年設立直潭分校，現為新北市新店區直潭國民小學。

- 民國五十七年政府實施九年國民教育，更名台北縣新店鎮新店國民小學。

- 民國六十六年首創文山區第一班啟智特殊教育班。

- 民國六十九年新店鎮升格縣轄市，更名為台北縣新店市新店國民小學。

- 民國八十五年設立成人教育班。

- 民國八十六年設立成人夜間補校。

- 民國八十六年設立附設幼稚園。[5][6]

- 民國九十年設立學習資源班。

- 民國九十四年設立一般智能資優班。

- 民國九十五年榮獲臺北縣教學卓越獎，InnoSchool全國學校經營創新獎-行政管理革新組特優獎；課程與教學領導組優等獎。[1]:16

- 民國九十五年本校游泳池ROT促參案,榮獲行政院考評全國第一名。

- 民國九十六年獲聘臺北縣友善校園學生事務與輔導工作學生輔導中心學校。

- 民國九十七年獲選臺北縣閱讀衛星學校。

- 民國九十八獲聘臺北縣新住民文化輔導團中心學校；臺北縣閱讀衛星學校最高榮耀5顆星學校。

- 民國九十九年榮獲「臺北縣第一屆邁向卓越學校認證」之「校長領導」[7]、「環境營造」[8]、「學生輔導」獲獎學校：榮獲教育部「推動閱讀績優學校磐石獎」[9]獎金20萬；榮獲臺北縣98學年度各級學校「永續校園環境經營管理執行成果」國小組特優；榮獲臺北縣99年度「低碳學校第三年推廣計畫-低碳試辦推廣學校」，獲15萬補助經費。

- 民國九十九年臺北縣升格[10]為直轄市新北市，更名為新北市新店區新店國民小學。

- 民國一百年榮獲新北市99學年度推動品德榮獲品德星光學校獎。

- 民國一百零一年榮獲新北市教育雲端實驗學校及未來教室中心學校。

- 民國一百零三年榮獲教育部辦理「資訊科技融入教學創新應用團隊」選拔活動優勝。[11]

## 文化資產
新店國小的舊教職員宿舍於2015年8月被登錄為新北市歷史建築，其建於1926年，為磚木混合構造之平房、屋頂鋪以黑瓦，屋簷下懸挑鋼筋混凝土構造雨庇，外觀為和洋折衷式樣。

## 交通資訊

### 汽車
- 北二高新店交流道下→中興路→北宜路往宜蘭方向→看到天橋即右轉新店路

- 北二高安坑交流道下→環河快速道路→北宜路→新店路右轉

- 台北市羅斯福路往新店北新路→北宜路→新店路右轉

- 中和秀朗橋→環河快速道路→北宜路→新店路右轉

- 台北市環河快速道路往新店方向→北宜路→新店路右轉

### 公車
| 路線                     | 客運公司                       | 上下車站名 |
| ------------------------ | ------------------------------ | ---------- |
| 642 青潭－復興北村       | 新店客運(新店客運股份有限公司) | 新店國小   |
| 644 青潭－博愛路         | 新店客運(新店客運股份有限公司) | 新店國小   |
| 647 大崎腳－捷運市政府站 | 新店客運(新店客運股份有限公司) | 新店國小   |
| 650 大崎腳－捷運市政府站 | 新店客運(新店客運股份有限公司) | 新店國小   |
| 849 烏來－新店－臺北車站 | 新店客運(新店客運股份有限公司) | 新店國小   |
| 930 青潭－板橋區公所     | 新店客運(新店客運股份有限公司) | 新店國小   |
| 綠3 花園新城－中和       | 新店客運(新店客運股份有限公司) | 新店國小   |
| 綠5 大崎腳－大鵬華城     | 新店客運(新店客運股份有限公司) | 新店國小   |
| 綠12 坪林－捷運新店站    | 新店客運(新店客運股份有限公司) | 新店國小   |
| 綠13 青潭－捷運公館站    | 新店客運(新店客運股份有限公司) | 新店國小   |

## 學校周邊
- 台北捷運新店站
- 新店溪
- 碧潭
- 碧潭吊橋
- 文山國中
- 新店基督長老教會

## 學區
新店里、國校里、張南里、文中里、廣明里、文明里、中興里(15-18鄰)、頂城里(1-10鄰)、直潭里(1-7鄰)、塗潭里(1-3鄰)、粗坑里(1、2、3、9鄰)、太平里。
一、新店、直潭國小自由學區：美城里。
二、新店、新和國小自由學區：清潭里(1-2鄰)。

## 外部連結
- 新北市新店區新店國民小學官方網站 （页面存档备份，存于）